# Tu mi nascondi qualcosa
Tu mi nascondi qualcosa è un film commedia del 2018 diretto da Giuseppe Loconsole, con protagonisti Sarah Felberbaum, Rocco Papaleo e Giuseppe Battiston.

## Trama
A Cuneo, i tre protagonisti del film, tra loro estranei, hanno una cosa in comune: la ricerca della verità nei confronti delle persone attorno a loro.
La prima è Valeria, una fotografa provvisoriamente impiegata nell'agenzia del padre come investigatrice privata. Per errore si trova a pedinare la persona sbagliata e scopre che la compagna e futura sposa di Francesco, un clown e artista di strada fino a quel momento felicemente fidanzato, lo tradisce.
A causa di questo malinteso il matrimonio crolla. Oltre al danno anche la beffa: è la donna a lasciare Francesco, che definisce un fallito e che piomba in una profonda depressione. Convinto che la responsabile del fallimento della relazione sia Valeria, Francesco si rivolge a lei e pretende che lo aiuti a rimettere insieme i cocci della propria vita.
La seconda è Irene, che lancia un appello in televisione per denunciare la scomparsa del marito Alberto, un imprenditore di successo. Fortunatamente riesce a rintracciarlo: un ospedale le comunica che l'uomo si trova ricoverato nella struttura da circa 15 giorni in seguito a un incidente in mare. Alberto sta bene, ma ha perso completamente la memoria. Quando Irene raggiunge il marito, trova una spiacevole sorpresa: una giovane donna tunisina, Jamila, è già al suo capezzale.
Si scoprono così gli altarini dell'uomo: aveva da tempo una doppia vita insieme a un'altra donna. Per fortuna o purtroppo, Alberto non ricorda nulla, né l'una, né l’altra, e ora dovrà intraprendere un percorso di riabilitazione mentre risolve questo complesso triangolo matrimoniale. La soluzione dei dottori? Vivere tutti sotto lo stesso tetto per aiutare Alberto a recuperare la memoria.
Infine Ezio, uno scrittore di fantascienza che sta cercando di pubblicare il suo libro e nel frattempo fa il tassista, inizia a non tollerare più il lavoro da attrice porno della fidanzata Linda. Tuttavia, lei è felice e realizzata, si sente soddisfatta della propria vita, piena di amore e di fedeltà, forte e intelligente. Ma quando Ezio inizia a essere pensieroso e a sospettare che tra Linda e un partner lavorativo ci sia altro, si rende conto di non essere quell'uomo libero, senza pregiudizi e tabù che credeva di essere. I continui rapporti sessuali della moglie con i colleghi, anche se tutti dovuti a ragioni cinematografiche, non gli vanno più a genio come prima e il loro rapporto inizia a vacillare. Sarà lei a farlo pentire di essere stato geloso.

## Produzione

### Riprese
Le riprese del film, iniziate il 6 marzo 2017 e durate 6 settimane, si sono svolte interamente in Piemonte, soprattutto a Cuneo, con qualche apparizione a Morozzo e Cavallermaggiore.

## Distribuzione
Il film è uscito nelle sale cinematografiche italiane il 25 aprile 2018.

## Accoglienza

### Incassi
In Italia il film ha avuto un buon riscontro, incassando oltre 478.000 euro.